# 郑春顺
鄭春順（1948年8月20日—，出生于越南河内），美籍越裔著名天体物理学家、科普作家，主要以法语写作。承认儒释道是自己的文化载体，是虔诚的佛教徒。

## 生平
六岁时跟家人一起到南越的西贡，在法国让-雅克·卢梭学校读书，直到以优秀的成绩通过高中会考，在此期间熟练地掌握了法语，为以后的科研打下了坚实的基础。
在瑞士洛桑联邦理工学院学习了一年后，转往美国加州理工学院及普林斯顿大学学习天体物理，并获博士学位。其专业为外星系天文学，1976年开始在弗吉尼亚大学教授天体物理，他还是巴黎天体物理研究所研究员、巴黎跨学科大学科学委员会成员。
通过诸多书籍他主要解释并发挥有利于人类原则的立场。2004年他借助于哈勃空间望远镜发现了最年轻的星系I Zwicky 18。

## 主要荣誉
以《光河》（Les Voies de la Lumière）荣获法兰西学院颁发给“有利于新伦理的法语作者”的2007年度莫龙（Moron）大奖。2009年荣获联合国教科文组织（UNESCO）颁发的对科学及科学普及作出卓越贡献的卡林加奖。2012年荣获西诺·德爾·杜卡世界獎。

## 出版作品
- 《神秘旋律》，法亚尔出版社，1988；
- 《一位天体物理学家》，波晒呢-法亚尔出版社，1992；
- - 《創世紀：宇宙的生成》，「發現之旅」（第18冊），臺北：時報文化，1995；[2]
  - 《創世紀：宇宙的生成》，「發現之旅」（第10冊），上海：上海教育出版社，2002；
- 《混乱与和谐》，法亚尔出版社，1998；
- 《手心里的无限性》，与里卡尔合著，尼罗河出版社，2000；
- 《起源---对初始的眷恋》，法亚尔出版社，2003；
- 《光河---明与暗的形而下及形而上》，法亚尔出版社，2007；
- [3]
  - 該書並無中譯本，以下為直譯——《在光的中心漫游》，「加利瑪發現文庫」第527冊 / 科學與技術系列，迦里玛出版社，2008；
- 《天空与星体的爱情词典》，普隆-法亚尔出版社，2009；
- 《宇宙大爆炸及其后来呢？》，与A阿德勒、M福玛蒿利、B克里热埃勒合著，阿勒班·米歇尔出版社，2010；
- 《宇宙与莲花》，阿勒班·米歇尔出版社，2011；荣获路易·鲍威尔（Louis Pauwels）2012年度奖。